# Big Country
Big Country – szkocka rockowa grupa muzyczna założona w Dunfermline, w Fife w 1981 roku. 
Muzyka zespołu to mieszanka szkockiego folku z innymi stylami muzycznymi. Zespół tworzą Mark Brzezicki (perkusista), Tony Butler (basista), Mike Peters (wokalista i gitarzysta), Bruce Watson (gitarzysta) i Jamie Watson (gitarzysta).

## Dyskografia

### Albumy studyjne
- (1983) The Crossing
- (1984) Steeltown
- (1986) The Seer
- (1988) Peace in Our Time
- (1991) No Place Like Home
- (1993) The Buffalo Skinners
- (1995) Why the Long Face?
- (1999) Driving to Damascus

### EP
- 1984 Wonderland